# Toxicocalamus goodenoughensis
Toxicocalamus goodenoughensis — вид отруйних змій родини аспідових (Elapidae). Ендемік Папуа Нової Гвінеї. Описаний у 2029 році.

## Поширення й екологія
Toxicocalamus goodenoughensis є ендеміками острова Гуденаф в архіпелазі Д'Антркасто. Вони живуть в тропічних лісах. Живляться черв'яками.